# 神或アルゴリズム
「神或アルゴリズム feat.りりあ。」（カミアリアルゴリズム）は、日本のシンガーソングライター・オーイシマサヨシの楽曲。3作目のデジタル配信限定シングルとして、2021年2月26日に各音楽配信サービスにてポニーキャニオンからリリースされた。

## 概要
前作の配信限定シングル『キンカンのうた2020』から約7か月ぶりのリリースとなった楽曲であり、シンガーソングライターのりりあ。とのコラボ楽曲である。
楽曲の作詞、作曲、編曲だけでなく、楽曲配信開始と同時に公開されたアニメーションによるミュージックビデオ『神或アルゴリズム』の原案とプロデュースをオーイシマサヨシが初めて手掛けている。

## 収録内容
| #         | タイトル                             | 作詞・作曲・編曲 | 時間 |
| --------- | ------------------------------------ | ---------------- | ---- |
| 1.        | 「神或アルゴリズム (feat.りりあ。)」 | 大石昌良         | 3:43 |
| 合計時間: | 合計時間:                            | 合計時間:        | 3:43 |

## ミュージック・ビデオ
神或アルゴリズム (feat.りりあ。)
監督 オカモト
男女2人のキャラクターが登場している。ミュージックビデオの監督とキャラクター原案は、オリジナルアニメーション『メカウデ』で原案・監督・キャラクターデザインを担当したアニメーション作家・イラストレーターのオカモト。キャラクターデザインは、フリーランスのアニメーター・キャラクターデザイナーの西位輝実。アニメーション制作は、TriFスタジオが担当した。